# PET-kommissionen
PET-kommissionen var en undersøgelseskommission, der blev nedsat af et flertal i Folketinget i 1999 til undersøgelse af Politiets Efterretningstjeneste (PET).
Kommissionen bestod af en formand, landsdommer Leif Aamand (som i 2000 afløste landsdommer Ulla Rubinstein), to juraprofessorer Ditlev Tamm og Jens Vedsted-Hansen samt historikerne Johnny Laursen og Regin Schmidt. Kommissionen afsluttede sit arbejde i 2009.

## Baggrund
PET-kommissionen blev etableret efter Miki Mistratis dokumentarfilm Den hemmelige tjeneste i begyndelsen af marts 1998, hvor der samtidig var Folketingsvalg.
Under valgkampen lovede daværende statsminister Poul Nyrup Rasmussen at "hver en sten skal vendes", og efter valget nedsatte justitsminister Frank Jensen PET-Kommissionen.
De senere regeringspartier Venstre og Konservative samt støttepartiet Dansk Folkeparti stemte i sin tid imod loven om kommissionen, der således blev støttet af Socialdemokratiet, Det Radikale Venstre, Socialistisk Folkeparti, Enhedslisten og Kristeligt Folkeparti.

## Kommissorium
Undersøgelseskommissionen havde ifølge Lov om undersøgelse af politiets efterretningsvirksomhed på det politiske område og af de aktiviteter, der var baggrunden for denne virksomhed til opgave at undersøge og redegøre for:
| „ | 1. Politiets efterretningsvirksomhed i perioden 1945-1989 i forhold til politiske partier, faglige konflikter og politisk-ideologisk prægede grupperinger og bevægelser i Danmark og 2. Karakteren af de aktiviteter i politiske partier m.v., der i den nævnte periode var baggrunden for politiets efterretningsvirksomhed på dette område. Stk. 2. Undersøgelseskommissionen skal endvidere, for så vidt angår perioden 1968-1989, vurdere politiets efterretningsvirksomhed set i forhold til de aktiviteter, der er nævnt i stk. 1, nr. 2, og herunder belyse, om virksomheden er udøvet i overensstemmelse med de regler og retlingslinjer, som har været fastsat af Folketinget eller regeringen. Stk. 3. Undersøgelseskommissionen kan inden for de rammer, der i øvrigt er fastsat i stk. 1 og 2, beslutte, at dens opgave også skal omfatte nærmere angivne forhold, der vedrører perioden efter 1989. Undersøgelseskommissionens beslutninger herom kan ikke påkæres. | “ |

I bemærkningerne til lovforslaget fra 1998 hed det "Uden for undersøgelsen falder herefter efterretningstjenestens virksomhed i alle sager om spionage, terrorisme m.v., hvor mistanken retter sig mod personer uden tilknytning til politiske partier m.v. i Danmark. Sager, hvor personer med en sådan tilknytning måtte være mistænkt for spionage, terrorisme m.v., er derimod omfattet af undersøgelsen."
Det skulle senere viser sig at PET-kommissionen havde taget Arne Herløv Petersen-sagen op. Da Arne Herløv Petersen ikke havde nogen tilknytning til politiske partier i perioden hvor PET havde en indgående undersøgelse af ham klagede han i 2009 til justitsministeriet over at kommissionen havde trådt uden for deres undersøgelsesområde, men ministeriet fandt ikke grund til kritik.
Grunden til PET's interesse for Herløv-Petersen var hans mangeårige forbindelse til den sovjetiske efterretningstjeneste KGB.

## Beretning
PET-kommissionens 16-binds beretning er tilgængelig gratis på internettet fra siden: http://www.petkommissionen.dk/ Arkiveret 26. juni 2009 hos  Wayback Machine
Blandt bindenes indhold er beretninger om PET's overvågning af 
- Danmarks Kommunistiske Parti (bind 6)
- Kampagnen mod Atomvåben 1960-1967 (bind 10)[6]
- Organisationen til Oplysning om Atomkraft 1974-1989 (bind 10)
- Vietnambevægelsen 1965-1976 (bind 10)
- Verdensbankens og Valutafondens/IMF årsmødei København 1970 (bind 10)
- Studenterpolitiske bevægelser, Universitetsmiljøer og Danmarks journalisthøjskole 1960-1989(bind 10)
- EF-modstand 1960-1989 (bind 10)
- Fredsbevægelser 1950-1989 (bind 10)
- Slumstormer og Bz-bevægelsen 1965-1989 (bind 10)
- Operation Zeus med Anders Nørgaard (bind 12)
- sagerne vedrørende Arne Herløv Petersen og Jørgen Dragsdahl (bind 13).

Tre ansatte ved PET-kommissionen, historikerne Regin Schmidt, Rasmus Mariager og Morten Heiberg, skrev bogen PET: Historien om Politiets Efterretningstjeneste fra den kolde krig til krigen mod terror, der sammenfatter PET-kommissionens materiale og blev udgivet i 2009 af forlaget Gyldendal.

## Kritik
Som hovedregel har kommissionens arbejde foregået for lukkede døre. Der har dog været enkelte åbne afhøringer.
PET-kommissionen kendte navnene bag nogle af dæknavnene, f.eks. Dat og Zoya.
Historikeren og bloggeren Mikael Jalving kritiserede PET-kommissionen for ikke at offentliggøre disse navne i deres beretning.
PET-kommissionen har også været kritiseret for sin langsommelighed, da undersøgelsens resultater skulle have været fremlagt allerede i 2005.
Undersøgelsen kostede over 70 mio. kr. og er dermed den dyreste kommisionsundersøgelse, der nogensinde har fundet sted i Danmark.
PET-kommissionen havde fået tildelt lokaler på 1. sal på Amagertorv 29A, der er en af de dyreste adresser i Danmark. Lejen for de 240 kvadratmeter beløb sig til 1,6 millioner kroner om året.  
Tre historiestuderende, Mads Lykke Andersen, Jonathan Reinhardt og Charlotte Rosen, gennemgik i 2005 arkivet i Arbejderbevægelsens Informations Central (AIC) og fandt en rapport fra PET.
At en PET-rapport kunne ligge hos den private forening AIC pegede på at AIC og PET arbejdede tættere sammen end PET-Kommissionen fandt og at PET udleverede fortrolige oplysninger, hvilket kommissionen ikke fandt.
Kommissionens beretning blev også udsat for faglig kritik af bl.a. tidligere PET-chef Ole Stig Andersen, samt af en række koldkrigshistorikere som museumsinspektør Peer Henrik Hansen, lektor Thomas Wegener Friis og professor Bent Jensen.[kilde mangler]

## Reaktioner
Efter offentliggørelsen af PET-kommissionens beretning rejste partiet Venstresocialisterne et krav på 5 millioner kroner som erstatning efter overvågningen som PET foretog mod dets medlemmer. 
Partiets advokat, Thorkild Høyer, krævede dommerkendelser om aflytning lagt frem i sagen.
Venstresocialisterne frafaldt kravet i 2012, da staten afviste at de havde ret til at kræve erstatning.